# Tömlöcök és sárkányok
A Tömlöcök és sárkányok, egyéb címben Börtönök és sárkányok (eredeti cím: Dungeons & Dragons) 1983-tól 1985-ig futott amerikai-japán televíziós rajzfilmsorozat, amely Gary Gygax Dungeons & Dragons szerepjátéka alapján készült.
Amerikában 1983. szeptember 17. és 1985. december 7. között az CBS adta.

## Magyar megjelenés
Magyarországon nem adták az állami tévében, csak magyar nyelven kapható, illetve kölcsönözhető volt VHS-en, amelyen mindössze 17 rész volt látható. Először 1992 januárjától a Gordiusz forgalmazásában a két kiadványon két rész volt látható a Robotzsaru és a Dínó lovagok című rajzfilmsorozattal, és simán az első kiadványon három rész is. Másodszor 1992 márciusától a ZOOM Kft. forgalmazásában a 4 kiadványon 12 rész volt látható.

## Szereplők
| Szereplő                        | Eredeti hang      | Magyar hang                                                 | Magyar hang                                     |
| Szereplő                        | Eredeti hang      | 1. magyar szinkron (Chanel 1, 10 résszel)                   | 2. magyar szinkron (Videovox Stúdió, 7 résszel) |
| ------------------------------- | ----------------- | ----------------------------------------------------------- | ----------------------------------------------- |
| Sárkánymester                   | Sidney Miller     | Rátonyi Róbert (1. hang, 2 részben) Szuhay Balázs (2. hang) | Szuhay Balázs                                   |
| Hank, az erdőkerülő             | Willie Aames      | Rékasi Károly                                               | Kálid Artúr                                     |
| Sheila, a tolvaj                | Katie Leigh       | Somlai Edina                                                | Bertalan Ágnes                                  |
| Bobby, a barbár                 | Teddy Field III   | Simonyi Balázs                                              | Bartucz Attila                                  |
| Eric, a lovag                   | Don Most          | Bor Zoltán                                                  | Szokol Péter                                    |
| Pete (Presto), a varázsló       | Adam Rich         | Dunai Mihály                                                | Fekete Zoltán                                   |
| Diana, az akrobata              | Tonia Gayle Smith | Kisfalvi Krisztina                                          | Detre Annamária                                 |
| Venger                          | Peter Cullen      | Dózsa László                                                | Kisfalussy Bálint                               |
| Árnyék démon                    | Bob Holt          | Incze József                                                | Imre István                                     |
| Meki (Uni), az egyszarvú kölyök | Frank Welker      | saját hangján                                               | saját hangján                                   |
| Tiamat, a sárkány               | Frank Welker      | Melis Gábor                                                 | –                                               |
| Ork katonák hadvezére           | N/A               | Surányi Imre (2 részben)                                    | Farkas Antal (3 részben)                        |
| Felolvasó                       | –                 | Bozai József                                                | Kertész Zsuzsa                                  |

- További magyar hangok (1. magyar változatban): Antal László, Beregi Péter, Bolba Tamás, Gruber Hugó, Hárai Ágnes, Horkai János, Kardos Gábor, Kárpáti Tibor, Kránitz Lajos, Nyírő Bea, Peczkay Endre, Petrik Péter, Pusztai Péter, Rajhona Ádám, Rosta Sándor, Simon György, Szoó György, Tanai Bella, Uri István, Vadász Bea, Varanyi Lajos, Vass Gábor
- További magyar hangok (2. magyar változatban): Barbinek Péter, Boros Zoltán, Csák György, Csíkos Gábor, Halász Aranka, Hárai Ágnes, Harsányi Gábor, Hegyi Barbara, Izsóf Vilmos, Kárpáti Tibor, Makay Andrea, Mányai Zsuzsa, Soós László, Ujlaki Dénes, Uri István, Vennes Emmy, Zalán János

## Epizódok
| Sor.          | Év. | Magyar cím            | Angol cím                        | Bemutató             |
| ------------- | --- | --------------------- | -------------------------------- | -------------------- |
|               |     |                       |                                  |                      |
| ELSŐ ÉVAD     |     |                       |                                  |                      |
|               |     |                       |                                  |                      |
| 01.           | 01. | A sárkányok éjszakája | The Night of No Tomorrow         | 1983. szeptember 17. |
|               |     |                       |                                  |                      |
| 02.           | 02. | Mindentlátó szem      | The Eye of the Beholder          | 1983. szeptember 24. |
|               |     |                       |                                  |                      |
| 03.           | 03. | A csontok terme       | The Hall of Bones                | 1983. október 1.     |
|               |     |                       |                                  |                      |
| 04.           | 04. | Az egyszarvúak völgye | Valley of the Unicorns           | 1983. október 8.     |
|               |     |                       |                                  |                      |
| 05.           | 05. | Eltűnt a mester       | In Search of the Dungeon Master  | 1983. október 15.    |
|               |     |                       |                                  |                      |
| 06.           | 06. | Varangyvarázs         | Beauty and the Bogbeast          | 1983. október 22.    |
|               |     |                       |                                  |                      |
| 07.           | 07. | A fal nélküli börtön  | Prison Without Walls             | 1983. október 9.     |
|               |     |                       |                                  |                      |
| 08.           | 08. | N/A                   | Servant of Evil                  | 1983. november 5.    |
|               |     |                       |                                  |                      |
| 09.           | 09. | Az elveszett lovag    | Quest of the Skeleton Warrior    | 1983. november 12.   |
|               |     |                       |                                  |                      |
| 10.           | 10. | N/A                   | The Garden of Zinn               | 1983. november 19.   |
|               |     |                       |                                  |                      |
| 11.           | 11. | A varázsdoboz         | The Box                          | 1983. november 26.   |
|               |     |                       |                                  |                      |
| 12.           | 12. | A lovag fia           | The Lost Children                | 1983. december 3.    |
|               |     |                       |                                  |                      |
| 13.           | 13. | N/A                   | P-R-E-S-T-O Spells Disaster      | 1983. december 10.   |
|               |     |                       |                                  |                      |
| MÁSODIK ÉVAD  |     |                       |                                  |                      |
|               |     |                       |                                  |                      |
| 14.           | 01. | A jövőbelátó lány     | The Girl Who Dreamed Tomorrow    | 1984. szeptember 8.  |
|               |     |                       |                                  |                      |
| 15.           | 02. | Tardos kincse         | The Treasure of Tardos           | 1984. szeptember 15. |
|               |     |                       |                                  |                      |
| 16.           | 03. | Éjfélkor a városban   | City at the Edge of Midnight     | 1984. szeptember 22. |
|               |     |                       |                                  |                      |
| 17.           | 04. | Az áruló              | The Traitor                      | 1984. szeptember 29. |
|               |     |                       |                                  |                      |
| 18.           | 05. | N/A                   | Day of the Dungeon Master        | 1984. október 6.     |
|               |     |                       |                                  |                      |
| 19.           | 06. | Az utolsó álom        | The Last Illusion                | 1984. október 13.    |
|               |     |                       |                                  |                      |
| 20.           | 07. | N/A                   | The Dragon's Graveyard           | 1984. október 20.    |
|               |     |                       |                                  |                      |
| 21.           | 08. | N/A                   | Child of the Stargazer           | 1984. október 27.    |
|               |     |                       |                                  |                      |
| HARMADIK ÉVAD |     |                       |                                  |                      |
|               |     |                       |                                  |                      |
| 22.           | 01. | N/A                   | The Dungeon at the Heart of Dawn | 1985. szeptember 14. |
|               |     |                       |                                  |                      |
| 23.           | 02. | N/A                   | The Time Lost                    | 1985. szeptember 21. |
|               |     |                       |                                  |                      |
| 24.           | 03. | N/A                   | Odyssey of the Twelfth Talisman  | 1985. szeptember 28. |
|               |     |                       |                                  |                      |
| 25.           | 04. | Árnyékvár             | Citadel of Shadow                | 1985. október 12.    |
|               |     |                       |                                  |                      |
| 26.           | 05. | N/A                   | Cave of the Fairie Dragons       | 1985. november 9.    |
|               |     |                       |                                  |                      |
| 27.           | 06. | A sötétség szele      | The Winds of Darkness            | 1985. december 7.    |